# Gesetz in Betreff der öffentlichen Verhältnisse der israelitischen Glaubensgenossen
Das württembergische Gesetz in Betreff der öffentlichen Verhältnisse der israelitischen Glaubensgenossen von 25. April 1828 stellte als sogenanntes „Erziehungsgesetz“ das gesamte jüdische Gemeindeleben unter eine zentralisierte staatliche Leitung, um die weitgehende juristische Gleichstellung der Juden mit allen anderen Staatsbürgern und Untertanen zu legitimieren. Es gehört zu den sogenannten Judenedikten oder „Emanzipationsgesetzen“, die Anfang des 19. Jahrhunderts und im Vormärz in den meisten Ländern des Deutschen Bundes erlassen wurden. Es gilt als entscheidender Schritt in der allmählichen Entwicklung zu einer weitgehenden Emanzipation sowie sozialen und kulturellen Assimilation der Juden in Württemberg, wobei jedoch das aktive und passive Wahlrecht für den Gemeinderat und für das Abgeordnetenhaus in der Zweiständekammer noch nicht zur Sprache kamen.

## Vergleich mit anderen Emanzipationsgesetzen
Das Gesetz des Königreichs Württemberg unterscheidet sich von anderen, etwas dem badischen darin, dass das gesamte religiöse Leben in den bisher autonomen jüdischen Gemeinden der Staatsaufsicht eines Konsistoriums unterstellt wurde. Bei der Gleichstellungspolitik in wirtschaftlicher und kulturellen Hinsicht bildet jedoch wie in den meisten Edikten das „erzieherische“ Ziel das Hauptmotiv, Juden von einem Teil ihrer bisherigen Erwerbszweige abzubringen und die Isolierung einer selbstverfassten religiösen Gemeinschaft innerhalb der Gesellschaft zu unterbinden.
Trotz der Verbesserung der Stellung der Juden vor allem durch Aufhebung der Sonderbestimmungen der Schutzbürgerschaft blieb das Gesetz hinter der Toleranz zurück, die im angrenzenden Großherzogtum Baden, in einigen weiteren deutschen Ländern und außerhalb der Grenzen des Deutschen Bundes schon erreicht war.

## Einzelbereiche
Auch im Bildungswesen und in der Kirchenverfassung, die entsprechend dem Landesherrlichen Kirchenregiment parallel zu den christlichen Kirchen organisiert wurde, ist das Bestreben zu erkennen, das religiöse Leben unter staatliche Kontrolle zu bringen und außerstaatliche Einflüsse zu regulieren.

Auch auf die privaten Lebensverhältnisse der Juden nimmt der Staat Einfluss, indem in Ehe, Familie und Erbrecht die allgemeinen gesetzlichen Vorschriften durchgesetzt werden. Damit wird die Durchsetzung talmudischer Vorschriften für ungesetzlich erklärt, insofern diese den Gesetzen widersprechen. Die innerjüdische Tradierung solcher religiös begründeter Normen wird in Schule und Synagoge unterbunden und eine rechtskonforme Auslegung durch regelmäßige Vorträge am Sabbat bei Anwesenheitspflicht aller Religionsangehörigen durchgesetzt. Die jüdischen Gemeinden und Schulen werden damit zu Vermittlungsinstanzen eines staatlich verordneten liberalen und staatskonformen Verständnisses der jüdischen Religion, das vom Reformjudentum begrüßt wurde.

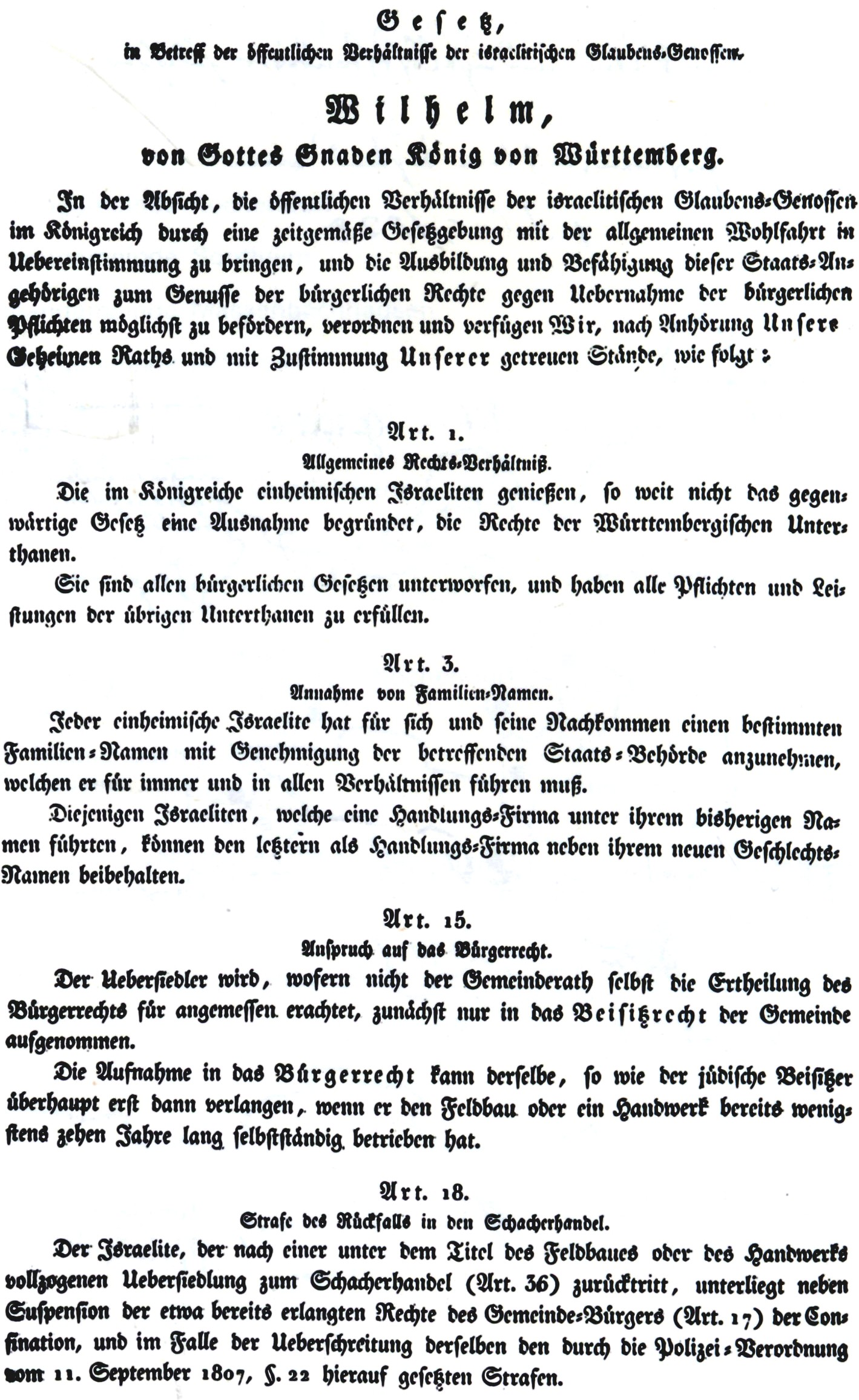
Gesetz in Betreff der öffentlichen Verhältnisse der israelitischen Glaubensgenossen 25. April 1828

## Vorgeschichte
In Württemberg hatte es seit der Zeit von Graf Eberhard im Bart im späten 15. Jahrhundert ein Ansiedlungs- und Gewerbeverbot für Juden gegeben. Mit Ausnahmeregelungen lebten zwar dennoch einige Juden in Württemberg, aber ihre Zahl blieb gering. Durch die politischen Umwälzungen zu Beginn des 19. Jahrhunderts kamen viele vormals reichsritterschaftliche oder geistliche Territorien zu Württemberg, in denen die aus Württemberg und den Reichsstädten ausgewiesenen Juden sich über Jahrhunderte niedergelassen hatten. Gab es in Württemberg um 1800 erst wenige hundert Juden, so stieg deren Zahl durch die hinzugekommenen Gebiete auf ungefähr 7.000 an, von denen die neuwürttemberger meist mehr angestammte Rechte besaßen als die altwürttemberger Juden. Die württembergische Regierung sah sich veranlasst, die Rechte aller Juden in Württemberg zu vereinheitlichen. Da man im benachbarten Frankreich bereits 1791 den Juden volle Emanzipation zugestanden hatte, entschied man sich auch in Württemberg grundsätzlich für eine rechtliche Gleichstellung mit den anderen Bürgern, wofür zwischen 1806 und 1827 eine Reihe von vorbereitenden Regelungen getroffen wurden.
1821 wurde eine Königliche Kommission eingesetzt, die die Neuordnung der öffentlichen Verhältnisse der Juden beraten sollte. An dieser Kommission nahmen auch Abgesandte der jüdischen Gemeinden teil. Der Gesetzentwurf wurde 1828 der Ständekammer vorgelegt und dort beraten. Nach Darstellung von Jost waren die Debatten der Kammer und die Reaktionen der Öffentlichkeit äußerst kontrovers und von vielen Ängsten geprägt. Die Vorlage wurde mehrheitlich angenommen, allerdings wurde der Entwurf der Regierung zu Ungunsten der Juden abgeändert oder ergänzt, so zum Beispiel in der Frage der Gewerbefreiheit (Art. 24).

## Weitere rechtliche Entwicklung
1836 wurde eine weitergehende Gleichstellung der Juden erreicht, nachdem die israelitischen Gemeinden einen Revisionsantrag bei der Kommission gestellt hatten. Die Abgeordnetenkammer nahm dazu Stellung und beschloss, der Regierung eine Revision zu empfehlen. Diese betraf das Wahlrecht und die Gewerbefreiheit. Aber noch 1840 stellt Robert von Mohl fest, dass Juden noch immer einen benachteiligten Stand darstellen.
1849 wurde den Juden durch die Paulskirchenverfassung völlige Gleichberechtigung zugesichert, Württemberg übernahm 1849 die Grundrechte in einer Ministerialverfügung. 1850 wurde diese jedoch aufgehoben und nach §89 der Verfassung Juden wieder vom aktiven und passiven Wahlrecht ausgeschlossen. 1851 hob der Deutsche Bund die Grundrechte auf. 1852 wurden auch in Württemberg alle Grundrechtsansprüche aufgehoben. Das Gesetz von 1828 sollte jedoch durch ein Zusatzgesetz betreffend der öffentlichen Verhältnisse der Juden revidiert werden. Erst in den Jahren 1861 und 1864 erhielten die Juden weiter gehende bürgerliche Rechte, fast völlige rechtliche Gleichstellung in dem Gleichberechtigungsgesetz von 1869, das aber „in Absicht auf das Ehewesen und die kirchlichen Verhältnisse der Israeliten“ die Art. 37, zweiter Absatz, Art. 38, 39, 48 bis 61 des Gesetzes von 1828 beibehielt. 1869 fiel auch das Eheverbot zwischen Christen und Juden. Das Gleichberechtigungsgesetz des Norddeutschen Bundes wurde 1871 Reichsgesetz und ging in den Art. 136 der Weimarer Reichsverfassung ein. Artikel 136 bis 139 und 141 sind durch den Artikel 140 des Grundgesetzes für die Bundesrepublik Deutschland Bestandteil der Verfassung geworden.
Eine besondere Entwicklung nahm die Kirchenverwaltung. Die jüdische Religion wurde schon mit dem Gesetz von 1828 staatlich anerkannt, zugleich aber der strengen Reglementierung unterworfen, die auch für die christlichen Konfessionen bestand, wobei die katholische Kirche schon 1838 von dieser Reglementierung befreit wurde. Nach der Verordnung vom 27. Oktober 1831 gehörten zum Geschäftsbereich der israelitischen Oberkirchenbehörde die Verwaltungs- und Religionsangelegenheiten der württembergischen Juden einschließlich der Verwaltung der zugleich errichteten Israelitischen Zentralkirchenkasse.
Die Oberkirchenbehörde unterstand bis 1848 dem Ministerium des Innern, danach dem Ministerium des Kirchen- und Schulwesens. Der Oberkirchenbehörde nachgeordnet waren zunächst 41 Israelitische Kirchenvorsteherämter und 13 Bezirksrabbinate, die später zum Teil aufgehoben und zusammengelegt wurden. Das der Israelitischen Religionsgemeinschaft durch das Gesetz von 1828 aufgezwungene Staatskirchentum und damit die ursprüngliche Kompetenz der Israelitischen Oberkirchenbehörde bestand unverändert bis in das frühe 20. Jahrhundert.
Erst das Gesetz vom 8. Juli 1912 und die neue Kirchenverfassung vom 16. September 1912 ersetzten das Staatskirchentum durch die sogenannte Kirchenhoheit: die Israelitische Religionsgemeinschaft wurde damit Körperschaft des öffentlichen Rechts, die Israelitische Oberkirchenbehörde erhielt das Recht der Selbstverwaltung und der Gesetzgebung in Angelegenheiten der Israelitischen Religionsgemeinschaft, das Ministerium des Kirchen- und Schulwesens wurde auf die Rechte einer Aufsichtsinstanz beschränkt.
Nach der Novemberrevolution von 1918 wurden die restlichen staatlichen Beschränkungen der Israelitischen Religionsgemeinschaft aufgehoben. Auch der dem Judentum fremde Begriff „Kirche“ entfiel.
1924 endete die Tätigkeit der Israelitischen Oberkirchenbehörde. An ihre Stelle trat der Israelitische Oberrat als Landeseinrichtung, d. h. ausführende nichtstaatliche Behörde der Israelitischen Religionsgemeinschaft Württemberg.

## Recht und Rechtswirklichkeit
Die rechtliche Gleichstellung bedeutete nicht, dass die Gesetze immer auch zugunsten der Juden ausgelegt und angewandt wurden. Besonders schwierig war die Wahrnehmung der bürgerlichen Rechte für ungetaufte Juden. So wurden zwar Juden prinzipiell schon im Gesetz von 1828 zumindest der Intention nach für den Staatsdienst zugelassen, aber auch nach den deutlicheren Formulierungen der nachfolgenden Gesetze wurde in der Praxis zum Beispiel der Zugang zum Richteramt behindert. Zwischen 1869 und 1914 gelangte nur drei Juden in das Richteramt und dies lediglich bis zur Eingangsstelle des Amtsrichters. Ähnliches gilt für den Schuldienst, die Ordinarien an den Universitäten, höhere Militärstellen und die höhere Verwaltung.
Erst 1906 wurden nach dreißigjähriger Pause zwei jüdische Anwälte in den Landtag gewählt.
Seit 1836 beteiligten sich Juden an der Wahl des Gemeinderats und wurden ab der Jahrhundertmitte auch zu Gemeinderäten gewählt.

## Historischer Kontext und Motivation des Gesetzes
Auch das württembergische Judenedikt war weniger ein Emanzipationsgesetz als ein „Erziehungsgesetz“. Man erwartete nicht, dass die Juden Christen würden, aber sie sollten aufhören Juden zu sein. Besonders in Bezug auf den jüdischen Handelsgeist wurde in Württemberg anlässlich der Beratung des Gesetzes eine „Entjudung“ des Juden gefordert. Wie Reinhard Rürup deutlich macht, war damit keine Integration, sondern nur eine Assimilation der Juden vorgesehen. Die Judenfrage sollte durch Aufhebung des Judentums gelöst werden. Waren 1812 noch 85,5 % der Juden im Schacherhandel tätig, so sank dieser Anteil bis 1852 auf 17,7 %, bürgerliche Berufe nahmen im selben Zeitraum auf 5,4 % in Wissenschaft und Kunst, 10,3 % in der Landwirtschaft und 64,3 % in Handwerk und Handel zu. Im Vergleich zu anderen deutschen Ländern war Württemberg damit außerordentlich erfolgreich.

## Aufbau
Das Gesetz besteht aus drei Hauptabschnitten, die die bürgerlichen Verhältnisse, das Schulwesen und die kirchliche Verhältnisse betreffen.

## Bürgerliche Verhältnisse

### Allgemeiner Teil
In Artikel 1 wird die Gleichstellung in Rechten und Pflichten mit württembergischen Untertanen festgelegt. Es wird auf Ausnahmen der Gleichstellung verwiesen. Die Ausnahmen betreffen hauptsächlich den Schacherhandel, der in Art 37 behandelt wird. Der in Württemberg ab 16 Jahren verpflichtende Huldigungseid gegenüber dem Monarchen muss abgelegt werden (2). Ein behördlich zu genehmigender jüdischer Familiennamen muss angenommen werden (3). Bei allen Rechtsgeschäften muss die deutsche Sprache, Schrift und Zeitrechnung verwendet werden (4). Als Zeugen sind Juden vor Gericht gleichgestellt (5). Forderungen dürfen auch an Christen abgetreten werden (6). Religiöse Eigentümlichkeiten des Eides werden toleriert (7). Christliche Sonn- und Feiertage dürfen nicht gestört werden (8). Ausländische Juden müssen Ausweise ihrer Herkunftsländer vorweisen können (9). Ein fremder „Schacherjude“ kann nicht die Staatsbürgerschaft erhalten, anderen Israeliten nur, wenn ihnen das Orts-Bürgerrecht zugesichert wurde. Ausnahmen gelten für Rabbiner. Das Bürgerrecht geht nicht auf Kinder über 15 Jahre über (10).

### Bürgerliche Verhältnisse/Gemeinde
Jeder Jude muss einen örtlichen Wohnsitz haben oder bekommt einen zugewiesen (11). Der Schutzverband der Juden wird aufgelöst. Es gibt also keinen besonderen „Schutzstatus“ der Juden mehr (12). Bei Ausübung des Schacherhandels oder Rückfall werden die Gemeinderechte aufgehoben (17/18).

### Berufswahl und Gewerbefreiheit
Juden werden Württembergern in allen Rechten gleichgestellt, Einschränkungen betreffen vor allem aber die Neueröffnung von Einzelhandelsbetrieben, den Großhandel, die Apotheken und andere Berufszweige, bei denen wohl befürchtet wurde, dass ein Großteil der Juden in diesen tätig würden, was die Konkurrenz zu den bestehenden Betrieben verstärkt hätte.
Der „Schacherhandel“ wird in Art 36/37 näher bestimmt. Er führt zum Weiterbestehen der Beschränkungen (Art. 10, 13, 16, 17, 32-35), da der Schacherhandel nicht zu den ordentlichen Erwerbszweigen gezählt wird. Dazu gehören: Hausieren, Trödelhandel (mit Gebrauchtwaren), Leihen gegen Faustpfand, nicht obrigkeitlich genehmigtes Makeln, Viehverstellung.

### Ehe und Familie
Die Eheschließung muss durch das Bezirksamt genehmigt und die Trauung von einem zuständigen Rabbiner vorgenommen werden (37). Die Trauung muss dreimal verkündet werden (38) Das Aufgebot war also entsprechend der christlichen Eheschließung ausgestaltet worden. Bei Ehehindernissen gelten nur die württembergischen Gesetze (39). In Ehesachen sind die Gerichtshöfe zuständig, die das Ritualrecht berücksichtigen müssen (40). Auch beim Vermögensrecht und Erbrecht gelten dieselben Gesetze wie für alle Untertanen (41).

## Schulwesen
Die Schulpflicht an öffentlichen Schulen gilt für alle jüdischen Kinder, Lehrer an besonderen israelitischen Elementarschulen müssen eine Dienstprüfung abgelegt haben, Staatsbürger sein und den Staatsgesetzen sowie der Aufsichtsbehörde entsprechen (43). Schulen, Schulgesetze und Lehrpläne unterliegen der staatlichen Aufsicht (44). Besteht keine israelitische Schule, muss die Schule am Ort besucht werden, dabei sind alle Unterrichtsfächer außer dem Religionsunterricht verpflichtend (45). Hauslehrer, besonders für den Religionsunterricht, benötigen ein staatliches Befähigungszeugnis (46). Alle Privatschulen sind aufzulösen oder in öffentliche umzuwandeln.

## Kirchenwesen
Juden besitzen Religionsfreiheit (48), sie müssen behördlich genehmigten Gemeinden mit Gemeindevorstehern angehören (49). Der Gottesdienst muss von einem Rabbiner geleitet werden. Das Gehalt der Rabbiner muss von der Gemeinde bezahlt werden, die dafür Beiträge an die Zentralkirchenkasse zu leisten hat (51). Der Rabbiner wird von der Staatsregierung ernannt. Er muss seine Befähigung in einer staatlichen Prüfung nachweisen, die ein Universitätsstudium in einer Vorbereitungswissenschaft, nicht nur Kenntnisse in der mosaischen Religion, voraussetzt. Er muss sich außerdem zur Einhaltung der Staatsgesetze verpflichten. Er darf keinem Gewerbe nachgehen, insbesondere darf er kein Schächter sein oder ein anderes Nebenamt haben (52). Auch der Vorsänger, der Vertreter des Rabbiners, muss staatlich geprüft und zugelassen werden (53). Eine religiöse Unterweisung durch Rabbiner oder Vorsänger muss jeden Sabbat in der öffentlichen Synagoge und in deutscher Sprache durchgeführt werden. Die Teilnahme der Frauen ist verpflichtend (54). Auch am Sabbat kann der Jude verpflichtet werden, vor der Obrigkeit zu erscheinen (55). Jede Gemeinde muss ein Vorsteheramt wählen, zu dem neben Rabbiner und Vorsänger noch drei andere Mitglieder gehören. Die Vorsteher sind für die Kirchenzucht zuständig. Dabei darf aber keine Gerichtsbarkeit ausgeübt werden, eine Einmischung in die bürgerlichen Angelegenheiten ist ebenso untersagt (56). Die Verwaltung des Kirchen- und Armenwesens untersteht einer Oberbehörde, die von der Regierung bestellt wird und aus einem Regierungskommissar und mindestens vier israelitischen Beisitzern besteht (57). Zur Finanzierung der Gemeindeaufgaben müssen Kirchenfonds gegründet werden, Ortsfonds und ein Zentralfond (58). Dazu hat jeder selbständige Jude einen Beitrag von sechs Gulden zu leisten. Die Verteilung auf Orts- und Zentralfond regelt die Regierung (59). Für den Zentralfond kann die Oberbehörde Umlagen auf die Gemeinden beschließen (60). Der Staat beaufsichtigt die Verwaltung des Zentralfonds (61).